# Wangay Dorji
Wangay Dorji (* 9. Januar 1974 in Thimphu) ist ein ehemaliger bhutanischer Fußballspieler. Er war zwischenzeitlich Rekordspieler und, zusammen mit Passang Tshering, auch Rekordtorschütze der bhutanischen Nationalmannschaft. Zudem ist er einer der wenigen Spieler aus Bhutan, die außerhalb Bhutans Vereinsfußball gespielt haben.

## Karriere

### Verein
Dorji spielte für den bangladeschischen Verein Mohammedan SC, für Samtse FC, Ranjung United, Transport United und für den bhutanischen Rekordmeister Druk Pol.

### Nationalmannschaft
Dorji erzielte fünf Tore bei 20 Einsätzen für die bhutanische Nationalmannschaft. Internationale Bekanntheit erlangte er durch einen Hattrick in einem Spiel gegen Montserrat, in dem seine Mannschaft am Ende mit 4:0 gewann. Dieses Spiel wurde vom niederländischen Regisseur Johan Kramer initiiert und im Dokumentarfilm The Other Final verarbeitet. Außerdem erzielte er einen Doppelpack gegen die Nationalmannschaft von Guam. Dorji war auch Kapitän seiner Mannschaft.

#### Tore für die Nationalmannschaft
| #  | Datum          | Austragungsort                          | Gegner     | Erzielte Tore | Endergebnis | Wettbewerb                  |
| -- | -------------- | --------------------------------------- | ---------- | ------------- | ----------- | --------------------------- |
| 1. | 30. Juni 2002  | Changlimithang Stadium, Thimphu, Bhutan | Montserrat | 3             | 4:0         | Freundschaftsspiel          |
| 2. | 23. April 2003 | Changlimithang Stadium, Thimphu, Bhutan | Guam       | 2             | 6:0         | Asiencup 2004/Qualifikation |